# DeAndre Hopkins
DeAndre Rashaun Hopkins (nascido em 6 de junho de 1992), apelidado de "Nuk" e "DHop", é um jogador de futebol americano que joga como wide receiver pelo Baltimore Ravens na National Football League (NFL). Ele foi selecionado pelo Houston Texans na primeira rodada do Draft de 2013. Ele jogou futebol americano universitário na Universidade de Clemson.

## Primeiros anos
Hopkins frequentou a Escola D. W. Daniel na Carolina do Sul, onde jogou futebol americano, basquete e atletismo. Durante sua carreira no futebol americano, Hopkins teve 57 recepções para 1.266 jardas e 18 touchdowns no ataque e 28 interceptações e cinco touchdowns na defesa.
No time de basquete, ele jogou como armador, marcando 1.453 pontos. Em sua última temporada, o time conquistou seu terceiro campeonato estadual da Carolina do Sul, e Hopkins foi nomeado o jogador do ano.

## Carreira na Faculdade
Hopkins se matriculou em Clemson, onde jogou pelo time de futebol americano chamado Clemson Tigers de 2010 a 2012. Como um calouro em 2010, Hopkins foi o principal receptor de Clemson com 52 recepções para 637 jardas e quatro touchdowns. Além disso, ele jogou basquete depois de sua primeira temporada. 
Em seu segundo ano, ele fez 72 recepções para 978 jardas e cinco touchdowns. Em sua última temporada, Hopkins teve uma das melhores temporadas de recepção na história da ACC, com 1.405 jardas em 82 recepções e 18 touchdowns (segunda maior marca do país). Hopkins, juntamente com o quarterback, Tajh Boyd, e o wide receiver, Sammy Watkins, combinaram-se para fazer um dos mais prolíficos trios ofensivos do futebol americano universitário, eles quebraram muitos recordes escolares e individuais.
Hopkins deixou Clemson com recorde de jardas (3.020), touchdowns (27) e com pelo menos uma pontuação em cada um dos últimos 12 jogos. Em 10 de janeiro de 2013, Hopkins decidiu abandonar Clemson e entrar no Draft da NFL.

### Estatísticas da Faculdade
|       |         |    | Recebendo | Recebendo | Recebendo |
| Ano   | Equipa  | J  | Rec       | Jardas    | TDs       |
| ----- | ------- | -- | --------- | --------- | --------- |
| 2010  | Clemson | 12 | 52        | 637       | 4         |
| 2011  | Clemson | 14 | 72        | 978       | 5         |
| 2012  | Clemson | 13 | 82        | 1 405     | 18        |
| Total | Total   | 39 | 206       | 3 020     | 27        |

## Carreira Profissional
Saindo de Clemson, Hopkins foi considerado um dos principais candidatos no draft da NFL. Ele completou quase todos os obstáculos mas foi incapaz de terminar o obstaculo de três cones depois de sofrer uma lesão na panturrilha.
Hopkins participou de treinamentos particulares ou visitas ao Dallas Cowboys, Carolina Panthers, New England Patriots e teve dois encontros com o St. Louis Rams.
Na conclusão do processo de pré-draft, Hopkins foi projetado para ser uma escolha de primeira ou segunda rodada por especialistas em draft da NFL. Ele foi classificado como o terceiro melhor prospecto de wide receiver pelo analista da NFL.com, Josh Norris, o quarto melhor wide receiver pela Sports Illustrated, e o quinto melhor wide receiver pela NFLDraftScout.com.
| Altura                             | Peso  | Comprimento do braço | Tamanho de mão | Corrida de 40 jardas | Corrida de 10 jardas | Corrida de 20 jardas | 20-ss  | 3-cone | Salto Vertical | Amplo  | BP      |
| ---------------------------------- | ----- | -------------------- | -------------- | -------------------- | -------------------- | -------------------- | ------ | ------ | -------------- | ------ | ------- |
| 1.85 m                             | 97 kg | 0.85 m               | 0,25 m         | 4.57 s               | 1.65 s               | 2.70 s               | 4.50 s | 6.83 s | 0.91 m         | 2.92 m | 15 reps |
| Todos os resultados da NFL Combine |       |                      |                |                      |                      |                      |        |        |                |        |         |

O Houston Texans selecionou Hopkins na primeira rodada (27º escolha geral) do Draft da NFL de 2013. Ele foi o segundo wide receiver selecionado, atrás de Tavon Austin, que foi selecionado pelo St. Louis Rams (8º escolha geral).
Ele foi o segundo wide receiver na história da franquia a ser selecionado na primeira rodada, Andre Johnson foi o primeiro sendo selecionado em 3º lugar em 2003. Foi também a segunda vez em 10 anos que os Texans escolheram um jogador ofensivo na primeira rodada (o outro foi o left tackle, Duane Brown).

### Houston Texans

#### Temporada de 2013
Em 24 de julho de 2013, o Houston Texans assinou com Hopkins um contrato de quatro anos no valor de US $ 7,62 milhões que incluiu US $ 6,18 milhões garantidos e um bônus de assinatura de US $ 3,92 milhões.
O Houston Texans selecionou Hopkins na esperança que ele brigasse pela titularidade com Andre Johnson. Ele ganhou a disputa com Johnson nos treinamentos. Assim, Hopkins foi oficialmente nomeado o titular no início da temporada regular.
Ele fez sua estreia profissional na temporada regular contra o San Diego Chargers e fez cinco recepções para 55 jardas na vitória por 31-28. Sua primeira recepção na carreira foi em um passe de Matt Schaub. Em 15 de setembro de 2013, Hopkins conseguiu sete recepções para 117 jardas e marcou seu primeiro touchdown da carreira em um passe de três jardas do quarterback Matt Schaub na vitória por 30 a 24 sobre o Tennessee Titans. Foi o primeiro jogo de Hopkins com mais de cem jardas de recepção. Em 20 de outubro de 2013, ele recebeu três passes para 76 jardas e marcou um touchdown em um passe de 29 jardas de Case Keenum durante uma derrota por 16 a 17 para o Kansas City Chiefs.
Em 2 de dezembro de 2013, o técnico Gary Kubiak foi demitido após o Houston Texans ter um recorde de 2-11. Hopkins terminou a temporada de 2013 com 52 recepções para 802 jardas e dois touchdowns. Ele foi nomeado para a equipe de Novatos da NFL da temporada de 2013.

#### Temporada de 2014

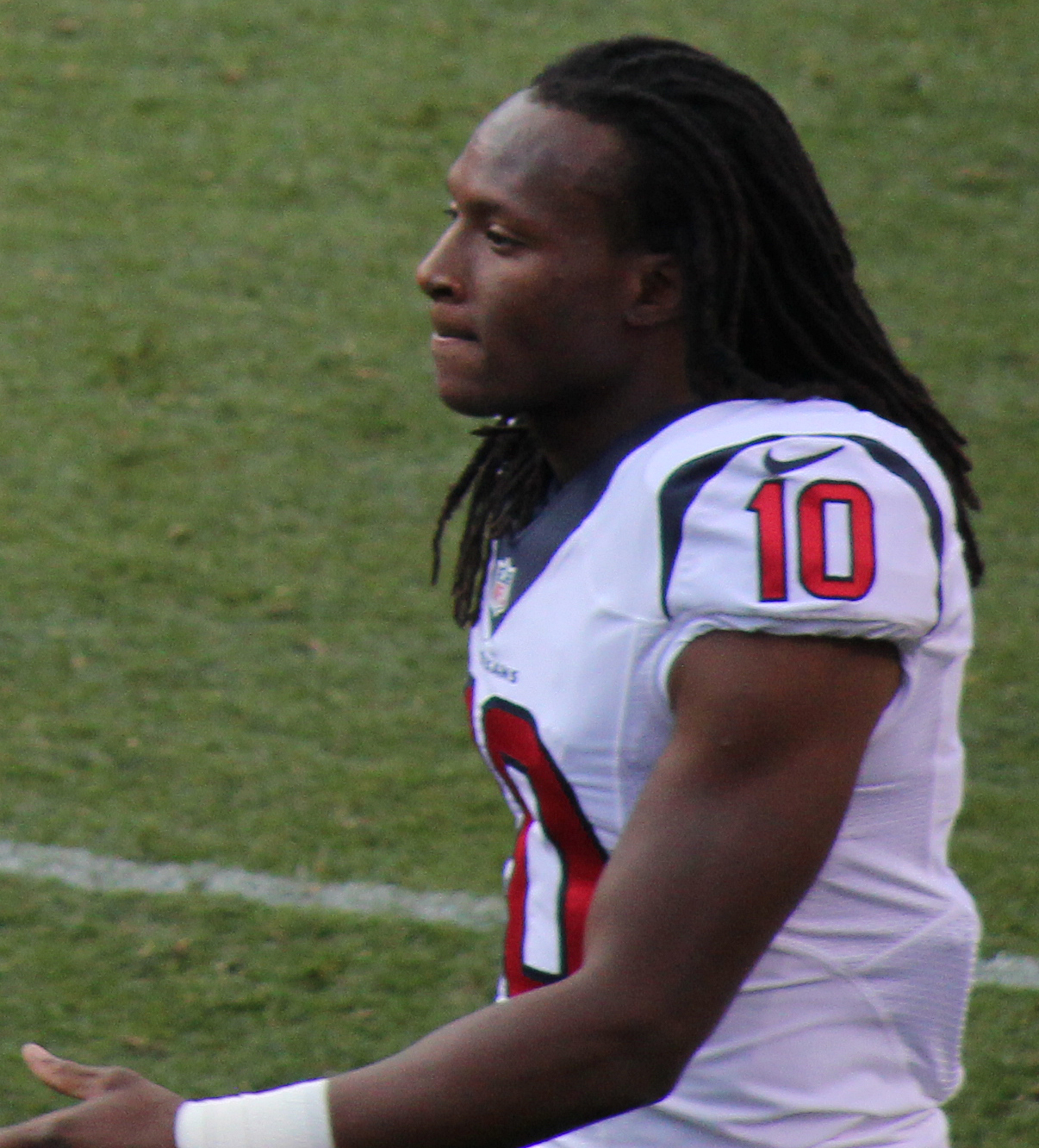
Hopkins com o Texans, em 2014.

Ele retornou como o wide receiver titular, sob o comando do novo treinador, Bill O'Brien, no começo da temporada de 2014.
Ele começou a temporada ganhando por 17-6 sobre o Washington Redskins, recebendo quatro passes para 89 jardas e marcando um touchdown de 76 jardas em um passe do quarterback, Ryan Fitzpatrick.  Em 21 de setembro de 2014, ele teve seis recepções para 116 jardas durante uma vitória por 30-14 sobre o New York Giants. No jogo, Hopkins teve uma recepção espetacular com apenas uma mão que foi anulada devido uma penalidade. Durante um confronto na semana 7 contra Pittsburgh Steelers, Hopkins fez seis recepções por 108 jardas em uma derrota por 23-30. Em 30 de novembro de 2014, Hopkins alcançou nove recepções para 238 jardas e dois touchdowns enquanto os Titans derrotavam o Tennessee Titans por 45-21.
Hopkins foi o principal receptor do Houston Texans em 2014, registrando 76 recepções para 1.210 jardas e seis touchdowns em 16 jogos.

#### Temporada de 2015
Hopkins solidificou-se como o número um dos receptores dos Texans no início da temporada de 2015 depois que o veterano Andre Johnson partiu para o Indianapolis Colts.
Ele começou a temporada contra o Kansas City Chiefs e teve nove recepções para 98 jardas e dois touchdowns em uma derrota dos Texans por 27-20. Em 27 de setembro de 2015, Hopkins registrou seu primeiro jogo de 100 jardas de recepção da temporada, com oito recepções para 101 jardas e um touchdown em uma vitória de 19-9 sobre o Tampa Bay Buccaneers. Hopkins teve um jogo ainda melhor na semana seguinte, registrando nove recepções para 157 jardas em uma derrota para o Atlanta Falcons. Na semana 6, contra o Jacksonville Jaguars, ele teve 10 recepções para 142 jardas e dois touchdowns para ganhar o prêmio de Jogador Ofensivo da AFC da semana. Na semana 13 contra o Buffalo Bills, com sua décima recepção, Hopkins quebrou o recorde dos Texans para mais recepções de touchdown em uma temporada, o recorde anteriormente era de Andre Johnson.
Na temporada de 2015, ele ficou em terceiro lugar entre os principais receptores da NFL, perdendo apenas para Antonio Brown, do Pittsburgh Steelers, e Julio Jones, do Atlanta Falcons.
Hopkins terminou a temporada com os melhores números da sua carreira: em recepções (111), jardas recebidas (1.521) e touchdowns (11), apesar de jogar com quatro quarterbacks diferentes (Hoyer, Mallett, Yates e Weeden). Ele ganhou sua primeira nomeação pro Pro Bowl e foi nomeado pro segundo-time All-Pro. Ele também foi classificado em 19º por seus companheiros jogadores no NFL Top 100 Jogadores de 2016.

#### Temporadas de 2016
Em 30 de julho de 2016, Hopkins não se apresentou no campo de treinamento depois que anunciou que estava esperando por um novo contrato. Em 15 de setembro de 2016, Hopkins foi multado em US $ 6.076 por uma violação de equipamento relacionada a chuteiras. Foi reveladas que o problema era a chuteiras Yeezy 350 Boosts projetadas por Kanye West.
Na temporada de 2016, Hopkins sofreu uma pequena regressão, já que não tinha uma química com o quarterback Brock Osweiler. Os Texans terminaram com um recorde de 9-7 e venceram a AFC South. Eles perderam na Rodada Divisional dos playoffs para o New England Patriots, que iriam ganhar o Super Bowl.
Ele teve 78 recepções para 954 jardas e quatro touchdowns na temporada, esses números foram os mais baixos desde sua temporada de estreia em 2013.

#### Temporada de 2017
Em 31 de agosto de 2017, o Houston Texans assinou uma extensão de contrato de Hopkins no valor de US $ 81 milhões por cinco anos, com US $ 49 milhões garantidos e um bônus de assinatura de US $ 7,5 milhões.
Em 10 de setembro de 2017, na abertura da temporada contra Jacksonville Jaguars, Hopkins recebeu o primeiro passe para touchdown da carreira na NFL de Deshaun Watson. Na derrota por 29-7, Hopkins terminou com sete recepções para 55 jardas e um touchdown. Durante a semana 8 contra o Seattle Seahawks, Hopkins conseguiu um impressionante desempenho de 224 jardas de recepção, que foi destacado por um touchdown de 72 jardas. No entanto, seu desempenho foi ofuscado pois os Texans perderam por 38-41. Em 19 de dezembro de 2017, Hopkins foi nomeado para seu segundo Pro Bowl. Hopkins não jogou na semana 17 devido a uma lesão na panturrilha.
Ele terminou a temporada liderando a liga em touchdowns recebidos com 13. Ele foi nomeado como First Team All-Pro da temporada de 2017.

#### Temporada de 2018
DeAndre Hopkins terminou 2018 com 115 recepções para 1 572 jardas (as melhores marcas da carreira), com 11 touchdowns de recepção. Ele terminou como um dos cinco melhores recebedores da liga, em termos de números. Ele foi nomeado para o seu terceiro Pro Bowl e sua segunda indicação para First-Team All-Pro na carreira.

#### Temporada de 2019
Hopkins terminou a temporada de 2019 com 104 recepções para 1 165 jardas e sete touchdowns, sendo escolhido para mais um Pro Bowl na carreira.

### Arizona Cardinals

#### Temporada de 2020
Em 20 de março de 2020, numa das notícias mais surpreendentes da intertemporada, os Texans trocaram Hopkins (seu melhor recebedor) e uma escolha de quarta rodada no draft de 2020 da NFL para o Arizona Cardinals pelo running back David Johnson, um jogador de segunda rodada do draft em 2020 e mais uma escolha de quarta rodada em 2021. Comentaristas e analistas esportivos criticaram duramente o Texans, com muitos jornalistas esportivos chamando o movimento de uma das piores trocas de todos os tempos, de sua perspectiva, enquanto elogiavam os Cardinals por terem "roubado" do Texans.
Em 8 de setembro de 2020, Hopkins assinou uma extensão contratual de dois anos por US$54,5 milhões de dólares.
Na semana 7, em outubro, contra o Seattle Seahawks no Sunday Night Football, Hopkins fez 10 recepções para 103 jardas e um touchdown na vitória por 37 a 3 na prorrogação. Na semana 10, contra o Buffalo Bills, DeAndre Hopkins conseguiu sete recepções para 127 jardas e ainda marcou o touchdown de 43 jardas para a vitória (num passe Hail Mary pass) lançado por Kyler Murray com um segundo restando na vitória por 32 a 30 num passe que ficou conhecido como Hail Murray. Hopkins saltou no meio de três defensores adversários para conseguir fazer a recepção para touchdown. Hopkins foi nomeado como o Jogador de Ataque da Semana na NFC por sua performance.
Em 19 de novembro, Hopkins se tornou o jogador mais novo a alcançar a marca de 700 recepções, um recorde que anteriormente era de Larry Fitzgerald (seu colega de equipe). Na semana 15, contra o Philadelphia Eagles, Hopkins conseguiu nove recepções para 169 jardas e um touchdown na vitória por 33 a 26. Na semana 17, contra o Los Angeles Rams, Hopkins passou da marca de 10 000 jardas na carreira. No geral, ele terminou o ano com 115 recepções para 1 407 jardas e seis touchdowns. Suas 115 recepções firmou um novo recorde para a franquia, superando a marca de Larry Fitzgerald de 2015 e 2017.

#### Temporada de 2021
Na semana 1, contra o Tennessee Titans, Hopkins fez seis recepções para 83 jardas e dois touchdowns na vitória por 38 a 13. Em 24 de outubro, na semana 7, ele jogou contra seu ex time, os Texans, onde ele pegou sete passes para 53 jardas e um TD na vitória por 31 a 5. Após uma derrota no Thursday Night Football para o Green Bay Packers, por 24 a 21, Hopkins perdeu as próximas três semanas com uma lesão no tendão. Na semana 14, ele rompeu o seu ligamento colateral medial e foi colocado na reserva de machucados. Hopkins terminou o ano com 42 recepções para 572 jardas e oito touchdowns em 10 jogos.

#### Temporada de 2022
Em 2 de maio de 2022, a NFL anunciou que Hopkins seria suspenso pelos primeiros seis jogos da temporada por violação da política de drogas para melhorar o desempenho da liga. Ele retornou na semana 7 e teve dez recepções para 103 jardas na vitória do seu time por 42 a 34 sobre o New Orleans Saints. Na semana 8, ele teve 12 recepções para 159 jardas e um touchdown na derrota por 34 a 26 perante o Minnesota Vikings. Hopkins apareceu em nove jogos durante a temporada de 2022, encerrando o ano com 64 recepções para 717 jardas e três touchdowns recebidos.

### Tennessee Titans

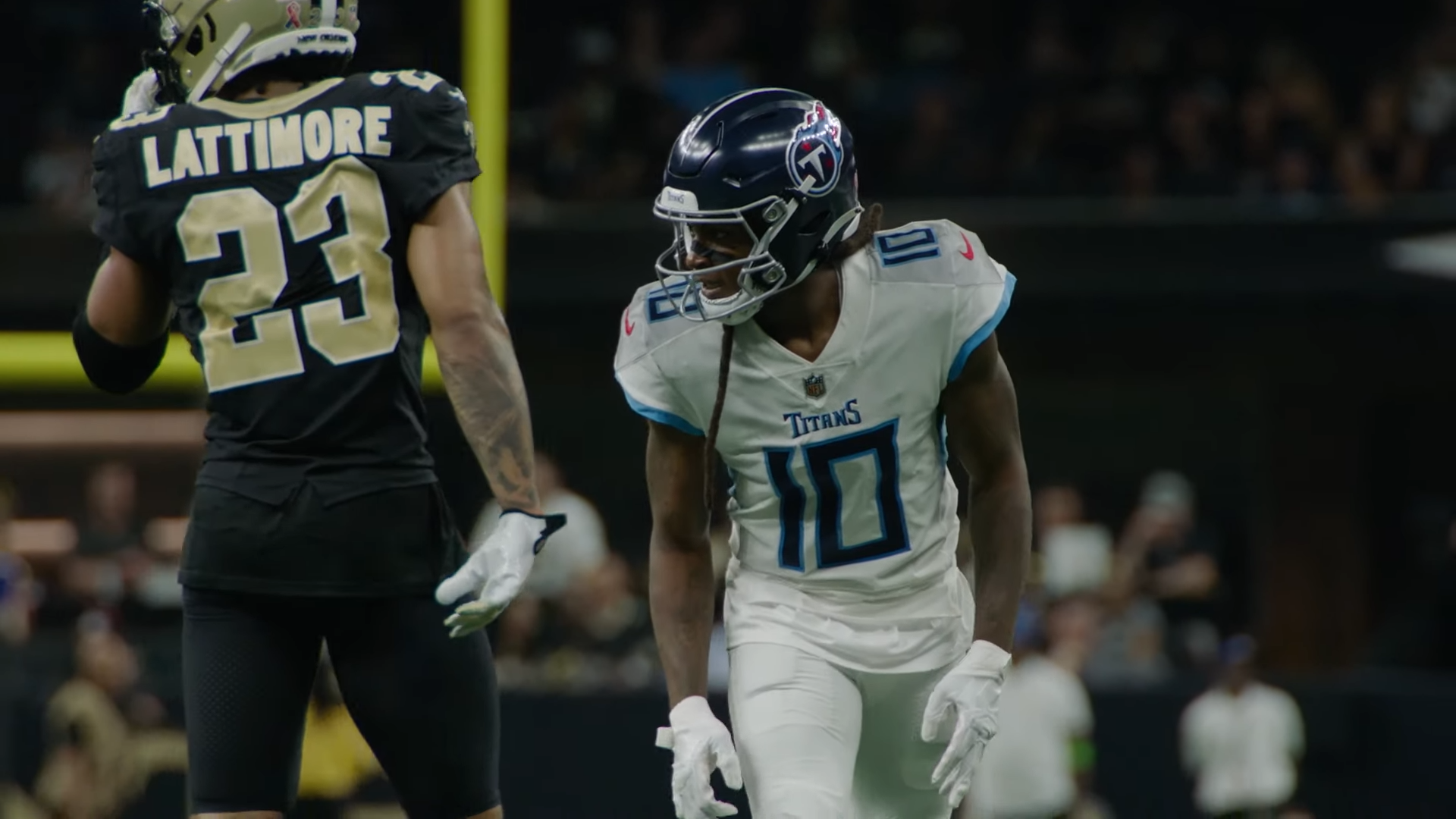
Hopkins jogando contra o New Orleans Saints em 2023.

Hopkins assinou um contrato de dois anos com os Titans em 24 de julho de 2023. Ele terminou o ano com 75 recepções para 1 057 jardas e 7 touchdowns.
Na semana 5, Hopkins teve oito recepções para 140 jardas em uma derrota para os Colts. Na semana 8, numa vitória sobre o Atlanta Falcons, Hopkins pegou seu primeiro touchdown com o time do quarterback novato Will Levis, com Hopkins terminando com três touchdowns recebidos (a primeira performance de três touchdowns de um único recebedor dos Titans desde 2010) e 128 jardas recebidas. Na semana 14, em uma vitória sobre os Dolphins, ele teve sete recepções para 124 jardas e um TD. Ele terminou a temporada de 2023 com 75 recepções para 1 057 jardas e sete touchdowns.

### Kansas City Chiefs
Em 23 de outubro de 2024, os Titans mandaram Hopkins numa tropa para o Kansas City Chiefs, um time que havia sofrido muitas baixas devido a contusão nos seus recebedores.

## Estatísticas da carreira
| Ano      | Time     | Jogos | Recebendo | Recebendo | Recebendo | Recebendo | Recebendo | Correndo | Correndo | Correndo | Correndo | Correndo | Fumbles | Fumbles  |
| Ano      | Time     | Jogos | Rec       | Jardas    | Média     | Lng       | TD        | Ten      | Jardas   | Média    | Lng      | TD       | Fum     | Perdidos |
| -------- | -------- | ----- | --------- | --------- | --------- | --------- | --------- | -------- | -------- | -------- | -------- | -------- | ------- | -------- |
| 2013     | HOU      | 16    | 52        | 802       | 15,4      | 66        | 2         | —        | —        | —        | —        | —        | 1       | 1        |
| 2014     | HOU      | 16    | 76        | 1 210     | 15,9      | 76E       | 6         | —        | —        | —        | —        | —        | 2       | 1        |
| 2015     | HOU      | 16    | 111       | 1 521     | 13,7      | 61E       | 11        | —        | —        | —        | —        | —        | 1       | 0        |
| 2016     | HOU      | 16    | 78        | 954       | 12,2      | 51        | 4         | —        | —        | —        | —        | —        | 0       | 0        |
| 2017     | HOU      | 15    | 96        | 1 378     | 14,4      | 72E       | 13        | —        | —        | —        | —        | —        | 1       | 1        |
| 2018     | HOU      | 16    | 115       | 1 572     | 13,7      | 49E       | 11        | 1        | -7       | -7,0     | 0        | 0        | 2       | 2        |
| 2019     | HOU      | 15    | 104       | 1 165     | 11,2      | 43E       | 7         | 2        | 18       | 9,0      | 12       | 0        | 0       | 0        |
| 2020     | ARI      | 16    | 115       | 1 407     | 12,2      | 60        | 6         | 1        | 1        | 1,0      | 1        | 0        | 3       | 2        |
| 2021     | ARI      | 10    | 42        | 572       | 13,6      | 55        | 8         | —        | —        | —        | —        | —        | 0       | 0        |
| 2022     | ARI      | 9     | 64        | 717       | 11,2      | 33E       | 3         | —        | —        | —        | —        | —        | 2       | 1        |
| 2023     | TEN      | 17    | 75        | 1 057     | 14,1      | 61E       | 7         | 2        | 9        | 4,5      | 5        | 0        | 0       | 0        |
| 2024     | TEN      | 6     | 15        | 173       | 11,5      | 23        | 1         | —        | —        | —        | —        | —        | 1       | 0        |
| 2024     | KC       | 10    | 41        | 437       | 10,7      | 35        | 4         | —        | —        | —        | —        | —        | 0       | 0        |
| Carreira | Carreira | 178   | 984       | 12 965    | 13,2      | 76E       | 83        | 6        | 21       | 3,5      | 12       | 0        | 13      | 8        |

## Vida pessoal
Hopkins foi criado por sua mãe, Sabrina Greenlee, com quem ele tem um forte relacionamento. Ele credita a ela o seu sucesso.
O pai de Hopkins, Harris Steve Hopkins, era um traficante de drogas que morreu em um acidente de carro quando DeAndre tinha cinco meses de idade, deixando sua mãe para criá-lo e a seus três irmãos. O acidente de carro de novembro de 1992 aconteceu quando os pais de DeAndre estavam retornando de Atlanta. Enquanto a mãe de DeAndre escapou com ferimentos leves e uma concussão, o mais velho Hopkins sucumbiu aos ferimentos oito dias depois.
O tio de Hopkins, Terry Smith, jogou muito bem em Clemson e não foi draftado mas teve uma breve carreira jogando no plantel de treinos do Indianapolis Colts em 1995-1996. Seu tempo na NFL foi marcado por lesões no joelho que terminaram sua carreira. Em 1997, Smith foi baleado e morto pela polícia de Atlanta depois de forçar sua entrada na casa de sua esposa e esfaqueá-la. A polícia abriu fogo após Smith ter desobedecido várias ordens.
Hopkins também tem três irmãos, duas irmãs e um irmão. Seus dois irmãos mais velhos, Kesha e Marcus, são de um relacionamento anterior que sua mãe teve. Sua irmã mais velha, Kesha Smith, é formada pela Southern Wesleyan University. Em 2014, ela se mudou para Houston, onde é treinadora de basquete e slot receiver para os Houston Wildcats da Independent Women's Football League. Sua irmã mais nova, Shanterria Cobb, assinou uma carta de intenções na primavera de 2016 para jogar basquete em Texas Southern University. Seu irmão mais velho, Marcus Greenlee, era um destacado jogador de futebol americano e basquete no ensino médio e frequentou o Georgia Military College.
Durante seu tempo em Clemson, Hopkins se especializou em recreação comunitária e gerenciamento de esportes. Ele também detém o projeto SMOOOTH Back-to-school que fornece mochilas e materiais escolares para mais de 2.500 crianças.
Quando adolescente, Hopkins idolatrava seu primo, Javis Austin, que também jogou por Clemson. Austin, cujo irmão morreu cinco anos antes durante um jogo de basquete, tentou o suicídio depois de cair no gráfico de profundidade de Clemson. Ele tentou suicídio atirando em si mesmo no rosto com uma pistola. Austin sobreviveu, mas o tiro destruiu seu olho direito e danificou o esquerdo, efetivamente terminando sua carreira no futebol americano. Ele agora trabalha como educador especial em uma escola primária em Clemson, Carolina do Sul.